# Sankt Stefansorden

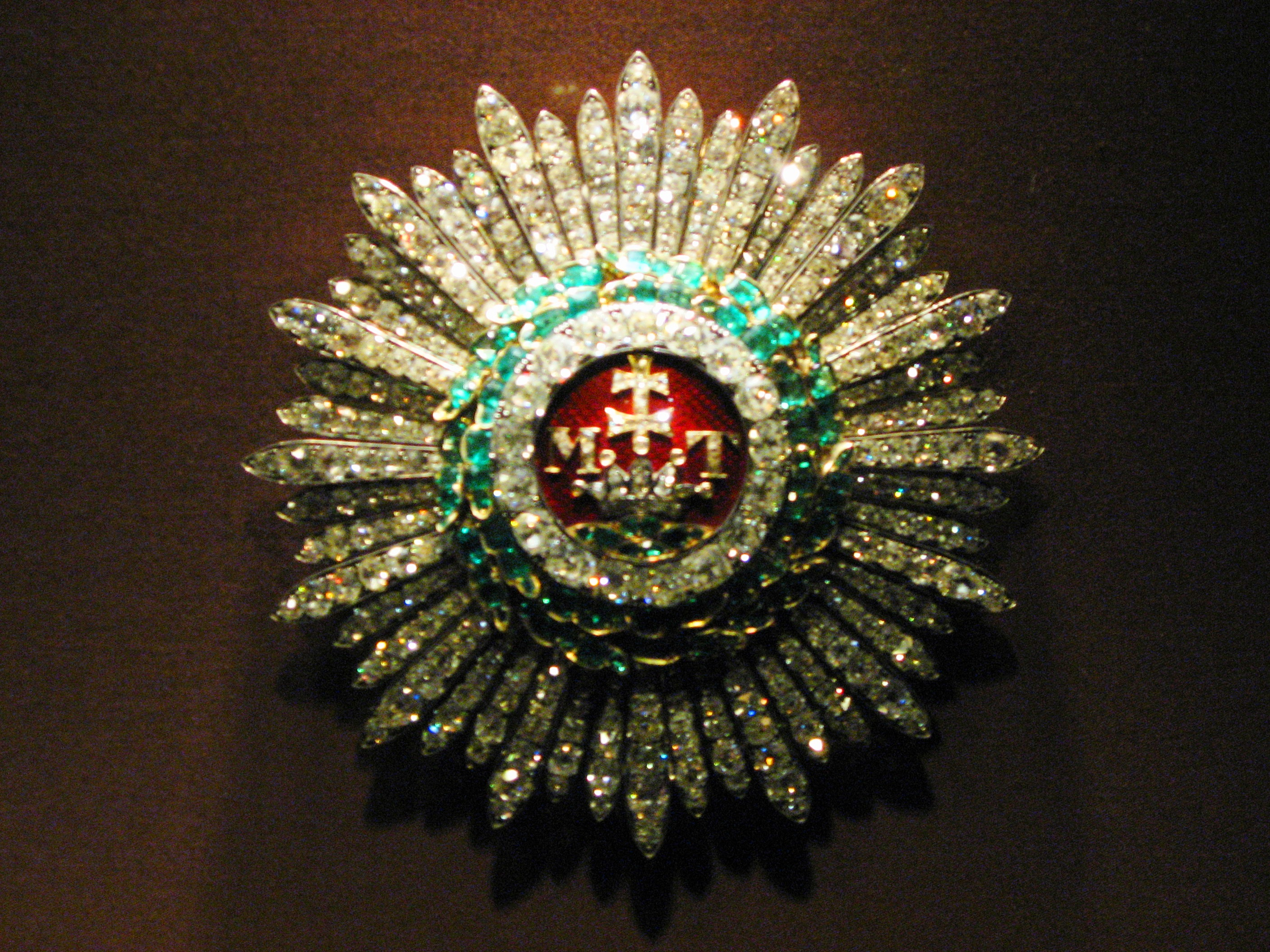
Storkorset av Sankt Stefansorden.

Sankt Stefansorden var en riddarorden i tre klasser instiftad den 5 maj 1764 av kejsarinnan Maria Teresia av Österrike till minne av Ungerns förste kristne kung Stefan I. Den är näst Gyllene skinnet monarkiens förnämsta orden. Ordenstecknet är ett grönemaljerat kors med röd mittsköld; i denna står på en på ett grönt berg vilande gyllene krona ett patriarkalkors, i silver, omgivet av M. och T. och med omskriften Publicum meritorum pramium ("Förtjänstens offentliga belöning"). På frånsidan står, inom en eklövskrans, STO . ST . El . AP . (Sancto Stephano Regi Apostolico). Bandet är rött med gröna kanter. Innehavarna av storkorset bär titeln "konungens kusin".